# Demonax trudae
Demonax trudae är en skalbaggsart som beskrevs av Holzschuh 1983. Demonax trudae ingår i släktet Demonax och familjen långhorningar.
Artens utbredningsområde är Nepal. Inga underarter finns listade i Catalogue of Life.